# Aus der Tiefe des Raumes
Aus der Tiefe des Raumes (Untertitel: … mitten ins Netz!) ist ein skurril-komischer deutscher Kinofilm aus dem Jahr 2004. Für das Buch und die Regie ist Theaterregisseur Gil Mehmert verantwortlich.

## Handlung
Der Film spielt im Jahr 1965. Hauptfigur ist der Kfz-Lackierer Hans-Günter, ein schüchterner Mittzwanziger, der von seinem Chef schikaniert wird und im kleinbürgerlichen Milieu irgendeiner niederrheinischen Kleinstadt lebt.
Hans-Günter beherrscht das Tipp-Kick-Spiel fast bis zur Perfektion. Bei einem Turnier, in dem er sich für die Westdeutsche Tipp-Kick-Meisterschaft qualifizieren kann, lernt er die hübsche Zeitungsfotografin Marion kennen. Die beiden verlieben sich ineinander. Bei einem Rendezvous verwandelt sich Hans-Günters liebevoll gestaltete Tipp-Kick-Figur – weiß mit der Rückennummer 10 – durch ein unglückliches Bad in Marions Fotochemikalien in einen lebendigen Menschen, der nach und nach Gestalt und Rolle des Fußballspielers Günter Netzer annimmt. Die damit verbundenen Komplikationen lassen Hans-Günter seine Beziehung zu Marion vernachlässigen.
In einer Rahmenhandlung, die in der Gegenwart von 2004 spielt, erzählt der inzwischen gealterte Hans-Günter im Altersheim einer Pflegerin seine fantastische Geschichte und stirbt danach. Als Pointe fängt eine alte Dame (Marion) daraufhin an, sich für Kommentare bei Fußball-Länderspielen zu begeistern (in denen Netzer in den 2000er Jahren seinen Stammplatz hatte).

## Kritiken
„Mit der skurrilen, liebenswert-schrägen Hommage an die Fußball-Legende Günter Netzer präsentiert Theaterregisseur Gil Mehmert sein gelungenes Kinodebüt. Dabei überzeugt Arndt Schwering-Sohnrey als schüchterner Nobody, während sein fleischgewordenes Tipp-Kick-Männchen Eckhard Preuß durch seinen einprägsamen Look im Gedächtnis bleibt.“

„Sportfans, die Unterhaltung abseits des WM-Mainstreams suchen und sich mal auf etwas ganz anderes einlassen wollen, liegen bei diesem gutgelaunten Erwachsenenmärchen goldrichtig.“

„Komödie voller skurril-absurder Einfälle, die sich zur sympathischen Hommage auf den tatsächlichen Fußballer Günter Netzer verdichtet. Ein betont sanftes, mitunter fast zu leise und träge inszeniertes satirisches Spiel mit den Mythen und Legenden des Fußballs, das ein gewisses Maß an Interesse und Kenntnis dieser Sportart voraussetzt.“

## Randnotizen
Die nicht nur im Fußballdiskurs berühmte titelgebende Wendung prägte der damalige London-Korrespondent der FAZ, Karl-Heinz Bohrer, der anlässlich des Spieles der Wembley-Elf (1972) berichtete, Netzer habe seine Vorstöße „aus der Tiefe des Raumes“ vorgetragen.
Unter dem gleichen Titel hatte Günter Netzer 2004 auch seine Autobiografie veröffentlicht. Deutscher Kinostart der Kicker-Komödie war am 16. Dezember 2004 (es wurden später nur knapp 9500 Zuschauer vermeldet), die Free-TV-Erstausstrahlung am 2. Juni 2006 im ZDF (also bereits drei Wochen vor Veröffentlichung der Verleih-DVD am 22. Juni 2006), die Kauf-DVD ist am 7. Juli 2006 erschienen.